# Єдиний державний реєстр підприємств та організацій України
Єди́ний держа́вний реє́стр підприє́мств та організа́цій Украї́ни (ЄДРПОУ) — статистичний реєстр підприємств в Україні, автоматизована система збирання, накопичення та обробки даних про підприємства та організації усіх форм власності, а також їх відокремлені підрозділи — філії, відділення, представництва тощо. Правовий статус реєстру регулюється «Положенням про Єдиний державний реєстр підприємств та організацій України», затвердженим постановою Кабінету Міністрів в редакції від 22 червня 2005 р. (постанова № 499). Метою реєстру є забезпечення єдиного державного обліку підприємств та організацій усіх форм власності. ЄДРПОУ існує поруч із Єдиним державним реєстром юридичних осіб, фізичних осіб-підприємців та громадських формувань, метою якого є забезпечення прав кредиторів і інших осіб шляхом розкриття інформації про юридичну особу або підприємця.

## Історія
14 липня 1993 року Постановою Кабінету Міністрів  було створено Державний реєстр звітних (статистичних) одиниць України (ДРЗОУ). На його основі
22 січня 1996 Постановою Кабінету Міністрів створено Єдиний державний реєстр підприємств та організацій України.

## Склад реєстру
До ЄДРПОУ включаються дані про такі суб'єкти господарської діяльності:
- юридичні особи, а також їх філії, відокремлені підрозділи, які розташовані на території України і діють на підставі її законодавства;
- юридичні особи, їх філії, відділення, пред ін. відокремлені підрозділи, розміщені за межами України, які створені за участю юридичних осіб України і діють відповідно до законодавства іноземних держав.

Інформаційний фонд ЄДРПОУ містить такі дані:
- ідентифікаційні: ідентифікаційний код суб'єкта господарської діяльності, єдиний для всього інформаційного простору України, та його назву;
- класифікаційні дані про галузеву, територіальну, відомчу належність, форму власності та організаційно-правову форму господарювання;
- довідкові: адресу, телефон, факс, прізвище керівника, засновників (інвесторів) тощо;
- реєстраційні: відомості про державну реєстрацію (перереєстрацію), спосіб створення, реорганізацію, ліквідацію тощо;
- економічні: виробничо-технічні та фінансово-економічні показники суб'єкта господарської діяльності.

Ведення ЄДРПОУ здійснює Державна служба статистики України, яка водночас є і його розпорядником. Розпорядниками територіальних рівнів реєстру є відповідні органи державної статистики в Автономній Республіці Крим, областях, Києві та Севастополі.
Для включення до ЄДРПОУ суб'єкт господарської діяльності у 10-денний строк після його державної реєстрації (перереєстрації) або прийняття рішення (постанови, розпорядження, наказу) про створення, в тому числі філії, відділення. представництва тощо, подає до відповідного органу державної статистики заповнену облікову картку встановленого зразка, а також нормативні та установчі документи.

## Ідентифікаційний код
У разі включення суб'єкта господарської діяльності до ЄДРПОУ йому встановлюється ідентифікаційний код і коди класифікаційних ознак. Ідентифікаційний код єдиний для всього інформаційного простору України і зберігається за суб'єктом господарської діяльності протягом усього періоду його існування.
ОКПО (рос. общесоюзный классификатор предприятий и организаций) в Україні діяв до 1994 року, потім ЗКПО.
ЗКПО (10/12 цифр) — загальноукраїнський класифікатор підприємств та організацій, назва використовувалась до 1998 року.
З 1998 року цей класифікатор був названий ЄДРПОУ (8/10 цифр).